# Порнография в Европе

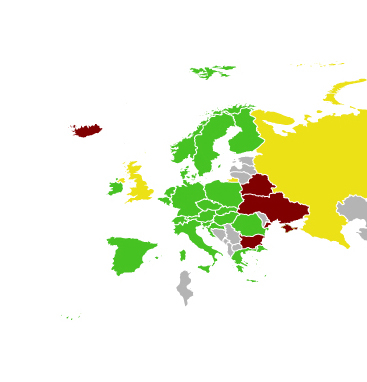
Карта Европы (законы о порнографии отдельных стран). На изображении отсутствуют Франция и Португалия. Актуальность — декабрь 2020 года.
Порнография разрешена с отдельными исключениями
Порнография частично разрешена, с широкими ограничениями или неоднозначными статусами
Порнография запрещена
Нет данных

Правовой статус порнографии в Европе сильно варьируется. В большинстве стран она разрешена с отдельными исключениями; в России и Великобритании она частично разрешена, но с широкими ограничениями; в Белоруссии, Болгарии, Исландии и на Украине она запрещена полностью (данные приведены по состоянию на декабрь 2020 года).

## Австрия
В Австрии в 1990 году был принят «Федеральный закон о борьбе с непристойными публикациями и о защите молодёжи, находящейся под угрозой морального вреда» для регулирования порнографии в стране. В 1994 году в закон был добавлен запрет на детскую порнографию. Согласно этим правилам, минимальный возраст для покупки эротической порнографии в Австрии составляет 16 лет, а минимальный возраст для покупки жёсткой порнографии — 18 лет. Публикация порнографии или материалов, изображающих зоофилию, является незаконной.

## Азербайджан
Примечание: Страна расположена в основном в Азии
В Азербайджане в соответствии со статьей 3 Закона о СМИ от 7 декабря 1999 года «порнографические материалы» определяются как произведения искусства, фоторепродукции картин, информационные и другие материалы, основным содержанием которых является грубое и недостойное изображение анатомических и физиологические аспекты сексуальных отношений.

## Албания
В Албании порнография запрещена только для производства, доставки, рекламы, импорта, продажи и публикации порнографических материалов лицами младше 18 лет. Детская порнография строго запрещена.

## Белоруссия
Порнография в Белоруссии является незаконной. Производство, распределение, продвижение, выставки, а также хранение с целью распространения или продвижения порнографических материалов или предметов порнографического характера уголовно наказуемо и приводит к штрафу, принудительным работам, или до четырёх лет лишения свободы.

## Бельгия
Основная статья: Порнография в Бельгии
Порнография в Бельгии легальна. Хранение, производство и распространение детской порнографии являются незаконными и уголовно наказуемыми деяниями. Хранение детской порнографии может привести к тюремному заключению сроком до одного года, а производство или распространение детской порнографии карается тюремным заключением сроком до 15 лет.

## Болгария
Основная статья: Порнография в Болгарии
Производство и распространение порнографии (в том числе порнофильмы и онлайн-распространение сексуального контента) в Болгарии является незаконным. В стране нет компаний по производству порнографии. Тем не менее, гражданам разрешено смотреть и скачивать порнографические видео, но запрещено продавать или создавать порнографию. Доступ, владение или хранение порнографических материалов не является незаконным, за исключением детской порнографии. В стране широко распространена эротика в обычной рекламе.
В Народной Республике Болгария (1946—1990) порнография была доступна только ограниченному числу людей. Те порнографические материалы, которые там были (в основном журналы и видеокассеты), ввозились в страну контрабандой. Отказ от цензуры в начале посткоммунистического периода привел к тому, что порнография стала широко доступной. В начале 1990-х годов в газетных киосках продавались порнографические журналы, стали доступны пиратские иностранные порнографические видеокассеты и стали доступны зарубежные порнографические телевизионные станции. Первый болгарский порнофильм был снят в 1992 году.

## Великобритания
Основная статья: Порнография в Великобритании
В целом, порнография в Великобритании легальна, хотя и регулируется множеством законов, постановлений и прочих подзаконных актов. В частности, в стране в 1959 году был принят закон Obscene Publications Act 1959, который являлся весьма строгими по европейским стандартам, он сделал продажу «жёсткой порнографии» полностью незаконной до конца XX века, хотя владение ею не являлось уголовным преступлением. Также некоторую путаницу вносят другие законы: Civic Government (Scotland) Act 1982, Video Recordings Act 1984, Section 63 of the Criminal Justice and Immigration Act 2008, Audiovisual Media Services Regulations 2014.
Что касается истории порнографии в стране, можно отметить «первую оригинальную английскую прозаическую порнографию и первую порнографию, использующую форму романа» под названием «Фанни Хилл» (1748); «Список дам из Ковент-Гардена, составленный Харрисом» — ежегодный справочник проституток, работавших в то время в георгианском Лондоне, издавался с 1757 по 1795 год.
К 2006 году британская порноиндустрия оценивалась примерно в 1 миллиард фунтов стерлингов (5 % от мировой).

## Венгрия
История порнографии в Венгрии в основном восходит к периоду после падения коммунизма в 1989 году. Производство и распространение порнографии было незаконным при социалистической системе, но законы были либерализованы с падением Венгерской Народной Республики. Разрешительная политика правительства вскоре вывела страну на передовые позиции европейской порнографической индустрии. Венгерская порнография отличается от широко известной американской, в частности, женщины здесь выглядят намного более естественными, чем их коллеги из США, при отсутствии большинства форм модификации тела, таких как хирургическое вмешательство, татуировки или пирсинг. Сексуальные сцены венгерского порно также имеют тенденцию быть более экстремальными, с частым использованием анального секса и различных форм множественного проникновения.

## Германия
Основная статья: Порнография в Германии
Первый в мире секс-шоп был открыт в немецком городе Фленсбург женщиной по имени Беате Ротермунд. В 1969 году в Германии был снят первый успешный порнофильм «Граф Порно и его девушки…», что породило развитие этого жанра в стране: «Доклад о школьницах: То, что родители считают невозможным» (1970), а к 1975 году запрет на порнографию в стране был снят. Ныне порнография в Германии легальна, за исключением порнографии с насилием, животными или детской. С 2015 года в стране повсеместно используется компьютерная программа AgeID компании MindGeek для проверки возраста посетителя порносайта.
См. также Порнографические киностудии Германии

## Греция
Порнография в Греции легальна, но запрещена лицам до 18 лет. Порнографические материалы продаются в секс-шопах, DVD-клубах, мини-маркетах и киосках. Существует также местное порнографическое производство, которое началось неофициально в 1970-х годах, а затем стало официальным и полностью легальным с 2008 года. Детская порнография является незаконной и наказывается тюремным заключением и денежными штрафами.

## Дания
Основная статья: Порнография в Дании
Дания стала первой страной в мире, узаконившей порнографию (в 1967 году). Два года спустя Дания стала первой страной в мире, легализовавшей графическую и аудиовизуальную порнографию. Ограничение: порнография должна быть размещена вне поля зрения детей и не может продаваться лицам младше 15 лет (возраст сексуального согласия в стране). До 2015 года не существовало особых ограничений на порнографию с животными, и такие случаи подпадали лишь под действие законов о жестоком обращении с животными. Если животному не был причинен вред или боль, такие действия не были незаконными; в апреле 2015 года был принят закон, запрещающий секс с животными. До 1980 года была разрешена детская порнография. В стране расположена одна из крупнейших и старейших порно-киностудий Европы — Color Climax Corporation (работает с 1967 года).

## Ирландия
В Ирландии порнография полностью легальна за исключением детской порнографии (ребёнком считается лицо моложе 18 лет).

## Исландия
В Исландии порнография запрещена и уголовно наказуема штрафом либо тюремным заключением на срок до шести месяцев. За распространение детской порнографии — до двух лет. В 2013 году правительство Исландии предложило запретить порнографию с применением насилия в Интернете, и парламент начал обсуждать запрет на онлайн-порнографию.

## Испания
Порнография была запрещена во Франкистской Испании, поэтому некоторые специально ездили во Францию, чтобы посмотреть такие фильмы, как «Последнее танго в Париже», организовывались групповые туры во французские «кинотеатры для взрослых». После смерти Франко в 1975 году страну буквально захлестнула волна «жёсткого порно»: снимались порнофильмы, в 1976 году вышел первый номер порножурнала Interviú (издавался до 2018 года).

## Италия
В 1970-х годах Италия производила большое количество «мягкой порнографии», с 1980-х годов редкостью перестала быть и «жёсткая». Первым итальянским порнофильмом, получившим мировое признание, стал «Красный телефон» 1983 года (в главной роли — Чиччолина), который три года демонстрировался нелегально, пока итальянские законы о цензуре не были смягчены.

## Кипр
Примечание: Страна географически расположена в Азии
Порнография на Кипре законна, но с ограничениями. Продажа порнографических материалов лицам моложе 18 лет является незаконной. Детская порнография является преступлением и строго запрещена.

## Латвия
В Латвии порнографические и эротические материалы запрещено продавать в общественных местах. Однако в стране действуют производители порнографии: Пьер Вудман и другие. Можно перечислить порноактрис: Беата Ундине, Таня Русов и т.д.

## Литва
Подробнее: Порнография в Литве
В Литве коммерческое распространение порнографических материалов запрещено уголовным кодексом. Наказание — общественные работы, или штраф, или ограничение свободы, или лишение свободы на срок до одного года.

## Мальта
На Мальте порнография и эротика были запрещены до конца 2016 года, независимо от того, преследуют ли они коммерческие интересы или предназначены для взрослой аудитории. Затем соответствующие законы были смягчены, но детская порнография, с участием инвалидов и экстремальная порнография остаются незаконными.

## Нидерланды
Основная статья — Порнография в Нидерландах
Порнография существовала в Республике Соединённых провинций минимум с конца XVII века — сохранилось печатное произведение озаглавленное De doorluchtige daden van Jan Stront, opgedragen aan het kackhuys датированное 1684 годом. Объём порнографии в стране сильно увеличился в начале XX века в связи с развитием печатного дела и фотографии. Поэтому в 1911 году был принят «Закон о нравственности», запрещающий проституцию, торговлю женщинами, публичные дома, контрацептивы, азартные игры, аборты, гомосексуализм, а также распространение, создание и демонстрацию порнографии.
9 октября 1967 года состоялась первая публичная демонстрация обнажённого тела по голландскому телевидению: художница и модель Фил Блум сидела голая в кресле в программе VPRO. В 1968 году был выпущен первый голландский эротический журнал — Chick. В 1972 году в кинотеатрах страны был показан фильм «Глубокая глотка». Сразу после этого лента была запрещена к показу на территории Нидерландов, но позже суд разрешил её демонстрацию: лицам старше 18 лет и только в кинотеатрах вместимостью менее 50 человек. С 1979 по 1986 год в стране происходили постепенные смягчения закона в отношении порнографии, и ныне она в Нидерландах легальна. В 2002 году минимальный возраст для съёмок в порнографии был повышен с 16 до 18 лет. С 2008 года введён запрет на порнографию, изображающую половые акты с животными. Детская порнография запрещена, хотя отдельные политические партии настойчиво предлагают её легализовать. Согласно изучениям 2019 года, в Нидерландах размещается 71 % европейских URL-адресов с материалами о сексуальном насилии над детьми. Фильмы, в которых показаны «откровенные сексуальные действия» и «детали гениталий», разрешены к просмотру только лицам старше 16 лет и могут транслироваться только с 22 до 6 часов.

## Норвегия
В Норвегии до 2006 года порнографические материалы было запрещено продавать (либо распространять другим способом), но не возбранялось их хранить и производить; тем не менее нелегальные порно-магазины не были редкостью, особенно в крупных городах. 14 марта 2006 года запреты на порнографию были сняты. Порнография с участием детей, животных, некрофилии, изнасилования, насилия или применения силы, остаётся незаконной.

## Польша
В Польше порнография легальна с 1998 года, за исключением производства и хранения порнографических материалов, содержащих несовершеннолетних, сцены зоофилии и насилия (изнасилования). Также незаконным является представление или демонстрация порнографических материалов людям, которые не хотят этого; и лицам младше 15 лет.

## Португалия
В Португалии жёсткие порнофильмы разрешено показывать только в «кинотеатрах для взрослых». Видео и журналы с порнографическим содержанием открыто продаются в газетных киосках, но запрещено продавать их несовершеннолетним в возрасте до 18 лет. Кроме того, жёсткие порнофильмы запрещены на общедоступном телевидении и могут транслироваться только по зашифрованным (платным) каналам. Детская порнография запрещена. Хотя возраст согласия в стране составляет 14 лет, возраст юридической ответственности (то есть возраст, в котором человек может подписывать контракты, соглашаясь сниматься в порнографии) составляет 18 лет.

## Россия
Примечание: Страна расположена в основном в Азии
Порнография в России (СССР) получила широкое распространение со второй половины 1980-х годов, особенно в связи с распространением видеомагнитофонов и видеокассет. С конца 1990-х годов в России в заметном количестве начали появляться подпольные порностудии, порнофильмы, порнорежиссёры и порнозвёзды, например, Сергей Прянишников, Елена Беркова.
По состоянию на 2020 год уголовная ответственность за незаконное изготовление и распространение порнографических материалов устанавливается статьями 242 и 242.1 главы 25 УК РФ, из которых следует, что любая порнография в России полностью запрещена.

## Турция
Примечание: Страна расположена в основном в Азии
Основная статья — Порнография в Турции
Турция, которая формально является светским государством с мусульманским большинством, стала первой страной в исламском мире, легально производящей порнографические материалы. В 1970-х годах в Турции было выпущено немало эротических комедий в итальянском стиле, «верхушкой» этого производства стала хардкорная порнолента «Она такая женщина» (1979). В 1980 году в стране произошёл государственный переворот, и новая власть строго запретила порнографию. Ныне порнография в Турции легальна, но с широкими ограничениями. Запрещена детская порнография; а также «Любое лицо, которое создает аудиовизуальные или письменные материалы, содержащие половые сношения с применением насилия, или с животными, или с телом мёртвого человека, или совершается неестественным образом; или занимается импортом, продажей, транспортировкой, хранением таких материалов или предоставляет такие материалы для использования другим лицам, наказывается лишением свободы на срок от одного года до четырех лет.» При этом под формулировку неестественным образом суды нередко подводили оральный секс и анальный секс. В стране большое количество пользователей, просматривающих порносайты.

## Украина
Порнография (поначалу нелегальная) была достаточно широко распространена на Украине со второй половины 1980-х годов до 2009 года, когда президент страны Виктор Ющенко подписал закон, запрещающий её. И поныне хранение порнографических материалов может повлечь за собой штраф или тюремное заключение сроком до трёх лет. Порнография определяется законом как «вульгарное, откровенное, циничное, непристойное изображение половых актов, не преследующее никакой другой цели, откровенная демонстрация половых органов, неэтичные элементы полового акта, сексуальные извращения, реалистичные зарисовки, которые не соответствуют моральным критериям и оскорбляют честь и достоинство человека, разжигая низкие чувства и инстинкты». Известная украинская порноактриса Wiska подвергалась серьёзному уголовному преследованию по этой статье, несмотря на «работу» за границей.

## Финляндия
Основная статья — Порнография в Финляндии
До 2000 года порнография в Финляндии была фактически запрещена, но затем соответствующие законы были смягчены.

## Франция
Основная статья — Порнография во Франции
Порнография в Франции легальна, но действуют ограничения. Например, 33%-ный налог взимается с фильмов с рейтингом X, а 50%-ный — с порнографических онлайн-сервисов. Утверждён обязательный возрастной контроль для порнографических веб-сайтов, чтобы предотвратить доступ несовершеннолетних к порнографическому контенту. Детская порнография запрещена, максимальное наказание за её использование и распространение составляет 5 лет лишения свободы и штраф в размере 75 000 евро. Современный кинематограф Франции известен несколькими лентами со спорным порнографическим или эротическим статусом, например, «Трахни меня» (2000), «Кен Парк» (2002).

## Хорватия
Порнография в Хорватии легальна, но действуют ограничения. Материалы с жёсткой порнографией не могут быть проданы лицам младше 18 лет. Распространение, производство или хранение детской порнографии являются незаконными и караются тюремным заключением сроком до 10 лет.

## Чехия
Основная статья — Порнография в Чехии
Легализация порнографии в Чехии началась в 1993 году после Бархатной революции, когда страна из коммунистической превратилась в либерально-демократическую. Хранение, изготовление и распространение детской порнографии являются незаконными и караются тюремным заключением на срок до 8 лет. Хранение детской порнографии было объявлено незаконным в 2007 году и влечёт за собой наказание в виде тюремного заключения сроком до 2 лет. Согласно уголовному кодексу, продажа и распространение порнографии, изображающей насилие среди людей или половые сношения с животными, запрещены и караются тюремным заключением сроком до 1 года.

## Швейцария
Согласно уголовному кодексу Швейцарии, «Любое лицо, предлагающее, демонстрирующее, передающее или предоставляющее доступ лицам, не достигшим 16-летнего возраста, порнографические документы, звуковые или визуальные записи, изображения или другие предметы аналогичного характера или порнографические изображения, или транслирующее их по радио или телевидению, подлежит наказанию в виде лишения свободы на срок до трёх лет или к денежному штрафу». Также незаконно производить, импортировать, хранить, продавать, рекламировать, выставлять, предлагать, показывать, распространять или делать доступной порнографию, которая изображает сексуальные действия с участием детей (младше 16 лет) или животных, человеческие экскременты или акты насилия, называемые «жёсткой порнографией». С 2014 года человеческие экскременты и моча исключены из этого списка; также было внесено уточнение, что «если человек выглядит или младше 18 лет, материал рассматривается как педофилическая порнография» — это было связано с ратификацией страной Конвенции Совета Европы о защите детей от сексуальной эксплуатации и сексуального насилия. Возраст для просмотра порнографии остался на уровне 16 лет.

## Швеция
Также как Дания и Нидерланды, Швеция фактически не регулирует в юридическом поле порнографию, в стране нет возрастных ограничений для её хранения или просмотра. Материалы, в которых фигурируют животные, являются законными, хотя на них распространяются законы о защите животных. БДСМ классифицируется как «незаконное изображение насилия». Лицам младше 18 лет запрещено сниматься или позировать для порнографии, то есть, де-юре детская порнография запрещена, однако для жанров хентай и лоликон де-факто делается исключение.
В Швеции расположена одна из крупнейших и старейших порно-киностудий Европы — Private Media Group (работает с 1965 года).

## Эстония
Основная статья — Порнография в Эстонии
Порнография в Эстонии легальна, но её распространение и производство регулируются законом. Эстония имеет своих порноактрис.